# Archimbald VII van Bourbon
Archimbald VII van Bourbon (circa 1100 - 1171) was van 1120 tot aan zijn dood heer van Bourbon.

## Levensloop
Archimbald was de zoon van heer Aymon II van Bourbon en Adeline van Nevers. In 1120 volgde hij zijn vader op als heer van Bourbon. Hij huwde met Agnes, wellicht dochter van graaf Humbert II van Savoye en schoonzus van koning Lodewijk VI van Frankrijk. Tijdens zijn bewind onderhield Archimbald VII nauwe relaties met het koninkrijk Frankrijk en hij begeleidde koning Lodewijk VII van Frankrijk tijdens de Tweede Kruistocht.
Archimbald was tevens de eigenaar van de priorij van Souvigny en probeerde eveneens de controle te verwerven over de priorij's van Saint-Pourçain-sur-Sioule en Nades. In 1169 bemachtigde hij het kasteel van Montaigut en in het jaar van zijn dood veroverde hij de dorpen Bellenaves en Charroux. Voor zijn domeinen in Hérisson, Ainay-le-Château, Huriel, Épineuil-le-Fleuriel en Saint-Désiré moest hij echter graaf Hendrik I van Champagne erkennen als leenheer.
In 1171 stierf Archimbald VII van Bourbon. Omdat zijn zoon Archimbald voor hem was overleden, werd hij opgevolgd door zijn kleindochter Mathilde I.

## Nakomelingen
Archimbald en zijn echtgenote Agnes kregen minstens twee kinderen:
- Agnes (geboren in 1120), huwde in 1136 met heer Eblé IV van Charenton-du-Cher
- Archimbald (1140-1169)